# Филатьев, Павел Олегович
Филатьев Павел Олегович (род. 2 августа 1988) — российский военнослужащий-десантник, участник вторжения России на Украину в 2022 году в ходе российско-украинской войны. 
Стал известен после своего  возвращения из зоны конфликта, как автор автобиографической антивоенной книги «ZOV 56». После первых публикаций книги эмигрировал во Францию.

## Биография

### 56-я бригада
Павел Филатьев родился 2 августа 1988 года, в семье военнослужащего российской 56-й гвардейской десантно-штурмовой бригады ВС России. С ранних лет он мечтал служить в ВДВ, как его отец.
После прохождения службы в Чечне Павел занимался предпринимательством. После окончания предпринимательской деятельности поступил на службу по контракту, при этом его желанием было попасть в ту же самую десантно-штурмовую бригаду, в которой служил его отец и в которой прошло его собственное детство. Базировалась бригада вначале в городе Камышине, затем была переведена в Крым, где она была переформирована в 56-й гвардейский десантно-штурмовой полк, на службе в котором, в конце концов, как он и хотел, оказался Павел.
В 2022 году 56-й гвардейский десантно-штурмовой полк принял участие во  вторжении России на Украину в ходе российско-украинской войны. В зоне боевых действий Павел Филатьев пробыл около двух месяцев. По словам самого Павла, именно тогда он и решил, что ему нужно сделать все для прекращения этой войны.

### Создание книги «ZOV 56»
По словам Филатьева, свои впечатления от происходившего с ним он записывал в файл при помощи программы «Заметки» на своем мобильном телефоне.
Вернувшись в Россию после получения повреждения глаза, Павел Филатьев скомпоновал из заметок на своем телефоне в неотредактированном виде книгу «ZOV 56». В ней автор раскритиковал состояние российской армии и осудил командование, в целом российско-украинскую войну, а также подверг критике, по его мнению, лицемерность, двуличие и недостаточность действий российской оппозиции по прекращению войны. По словам самого Филатьева, изначально у него не было никаких намерений скрываться от российских властей, и он собирался открыто поехать в Москву, чтобы явиться в прокуратуру, и там, предъявив свою книгу, открыто отстаивать свои права и убеждения, несмотря на все возможные последствия. 

### Рекламная кампания книги «ZOV 56»
26 июля 2022 года Филатьев впервые обратился к правозащитнику-эмигранту Владимиру Осечкину и Gulagu.net, с просьбой предоставить площадку для обращения к военнослужащим России. Как позже пояснил сам Филатьев, уже тогда Осечкин предложил Павлу не рисковать жизнью и не идти в прокуратуру, а эвакуироваться во Францию и уже в безопасности записывать свои интервью с Gulagu.net, однако Павел тогда отказался от эвакуации, но попросил Осечкина помочь ему с юридическим сопровождением в его будущем походе в прокуратуру, на что Осечкин, по словам Филатьева, согласился.
1 августа 2022 года на канале Gulagu.net Осечкин опубликовал первое обращение Павла Филатьева к военнослужащим ВДВ ВС России и написал о его книге «ZOV 56».
2 августа 2022 года, в День ВДВ в России, на портале Gulagu.net, по просьбе Павла Филатьева, был впервые опубликован оригинальный файл книги «ZOV 56» на русском языке для свободного доступа для всех русскоязычных читателей. В этот же день Филатьев дал 4-часовое интервью Осечкину. Осечкин, молча, не прерывая Филатьева, дал возможность ему рассказать о его жизни. Филатьев подчеркнул, что ключевым в его позиции является его любовь к России и к русским, а также раскритиковал состояние российской армии и высказал свое мнение о бессмысленности российско-украинской войны. Как позже пояснил сам Филатьев, по его мнению, в первых двух интервью на канале Gulagu.net он «наговорил себе лет на 25». Осечкин спросил у Филатьева, чувствует ли он раскаяние и желает ли попросить извинения у граждан Украины, на что Филатьев ответил, что за участие в войне он раскаивается, но извиняться перед украинцами для себя считает излишним. Через несколько дней видео с большим интервью Филатьева было заблокировано на YouTube-канале Gulagu.net, однако через два дня копия этого интервью была опубликована на канале Odesa Film Studio (впоследствии и это видео также было удалено YouTube). Как позже пояснил сам Филатьев, в это время он уже ощущал себя находящимся «в бегах» и со дня на день ожидал появления «маски-шоу» для своего возможного задержания.
6 августа 2022 года состоялся следующий прямой эфир Филатьева с Осечкиным, на котором Филатьев заявил о своём решении передать все авторские права на свою книгу «ZOV 56» проекту Gulagu.net и ассоциации New dissidents foundation. Филатьев попросил Осечкина, за счёт проекта Gulagu.net перевести книгу на английский язык и организовать её издание с намерением направить все средства от её продаж на Украину в помощь пострадавшим от войны. Как позже пояснил Осечкин, тогда это предложение от Филатьева в прямом эфире было неожиданным и несогласованным заранее, однако оно произвело на Осечкина впечатление «эволюции» в осознании Филатьевым своей вины, по сравнению с его позицией в предыдущем интервью, когда он не считал нужным извиняться перед украинцами. По словам Осечкина, тогда именно это изменение позиции Филатьева «подкупило» всю команду Gulagu.net и вызвало желание у всех активно прилагать усилия в спасении и помощи Филатьеву. Вместе с тем, как позже пояснил сам Филатьев, «будучи в состоянии стресса под угрозой возможного ареста», получив в прямом эфире согласие Осечкина, но «не увидев большого желания у Осечкина» заниматься его книгой, Филатьев параллельно начал и самостоятельно искать возможности для публикации книги «ZOV 56» на других языках за границей России.
12 августа 2022 года Филатьев, не ставя в известность Осечкина, дал интервью телеканалу «Дождь», в котором несколько раз сослался на свои предыдущие интервью Gulagu.net и рассказал о книге «ZOV 56». Как позже пояснил сам Филатьев, он не знал о возможных конфликтах между различными группами российских оппозиционеров, и несмотря на поздравление Осечкина с успешным интервью «Дождю», Филатьева насторожили неодобрительные высказывания Осечкина о Зое Световой (Дзядко), и Филатьев, «будучи в состоянии стресса под угрозой возможного ареста», продолжил параллельные попытки самостоятельно прорекламировать и издать книгу «ZOV 56». 
По инициативе Gulagu.net, согласно предыдущей договорённости с Филатьевым, с ним связался и встретился адвокат для юридического сопровождения. Как позже пояснил сам Филатьев, присланный Осечкиным адвокат произвел на него впечатление некомпетентного, незнакомого с делом и «не проявляющего особого желания помочь». Как позже пояснил Осечкин в интервью украинскому журналисту Александру Шелесту, скептическое отношение адвоката к позиции Филатьева и к его намерению явиться в военную прокуратуру, объективно могло быть вызвано бесперспективностью дела и опасностью для жизни Филатьева от его собственных возможных резких действий в России. 
Как позже пояснил сам Филатьев, «находясь на тот момент в бедственном положении и не имея денег вообще ни на что», он также попросил Осечкина опубликовать на канале Gulagu.net данные его денежной карты и обратиться к зрителям канала Gulagu.net с просьбой помочь Филатьеву финансами, что и было сделано Осечкиным. По словам Филатьева, уже за один день на его карточку поступило около 100 000 рублей, также на его телефон приходило очень много СМС от прочитавших его книгу зрителей Gulagu.net с настоятельными просьбами не идти в прокуратуру, а срочно уезжать из России. Кроме того, по словам Филатьева, к этому моменту ему также поступило уже очень много предложений от различных российских и зарубежных медийных компаний и издательств с предложением сотрудничества в интервью и в издании книги. Как позже пояснил Осечкин в интервью украинскому журналисту Александру Шелесту, сотрудники проекта Gulagu.net также перечисляли деньги на карточку Павла Филатьева и усиленно рекламировали его книгу среди множества медийных организаций, в том числе и среди украинских, именно как антивоенную книгу раскаявшегося российского военного. По словам Филатьева, новое ощущение массовой моральной и финансовой поддержки значительно поколебало его уверенность в правильности своей позиции «идти сдаваться властям», и он начал задумываться также и о предложенном Осечкиным варианте эвакуации из России.
По словам самого Филатьева, далее, находясь в России, он всё еще «будучи в бегах и в состоянии постоянного стресса под угрозой возможного ареста», не ставя в известность Осечкина, выбрал из всех поступавших предложений, откликнулся и самостоятельно договорился о начале процесса издания книги «ZOV 56» с агентом литературного агентства из Израиля, предложив ей самой связаться с Осечкиным для переоформления авторских прав на эту книгу на организацию Gulagu.net и ассоциацию New dissidents foundation. Однако, по словам Филатьева, Осечкин так и не согласился на заочное оформление юридических документов и призывал Филатьева не рисковать своей жизнью и эвакуироваться из России, предлагая помощь в эвакуации, и был согласен оформить все права на книгу на Gulagu.net и ассоциацию New dissidents foundation, юридически, но только при личной встрече

### Эмиграция
В августе 2022 года Филатьев покинул Россию, в чём ему снова помогли Владимир Осечкин и команда проекта Gulagu.net. 
28 августа 2022 года, по прибытии во Францию, Филатьев публично уничтожил свои российские документы и запросил политическое убежище в этой стране. 30 августа 2022 года его просьба была одобрена французскими властями.
23 сентября 2022 года Осечкин, совместно с французским журналистом и правозащитником Пьером Афнером, провели международный прямой эфир по поводу начатой в России мобилизации. К прямому эфиру, по телефону, присоединился Павел Филатьев. Все участники прямого эфира на русском и французском языках обратились к своим зрителям, резко осудили эскалацию военных усилий РФ в войне с Украиной и поделились своим опытом и советами со всеми желающими эвакуироваться из России.
В марте 2023 года у Филатьева произошёл конфликт с Осечкиным. Причиной послужило интервью Филатьева шведскому журналисту, в котором он сказал, что ряд задержанных им и его сослуживцами украинцев в последующем были убиты. Так как об этом не рассказывалось прежде, в том числе в книге, это было воспринято как сокрытие информации о причастности к совершённым военным преступлениям. Также Осечкин подметил, что Филатьев не сдержал обещания по отправке денег, полученных от продаж ZOV 56, на нужды Украины и пострадавших от войны.